# HD 93250
HD 93250 è una stella nella costellazione della Carena, di magnitudine visuale + 7,5.
È situata a 7500 anni luce di distanza dal Sole nella Nebulosa della Carena ed è una delle più massicce stelle conosciute, paragonabile a Eta Carinae ed alla componente principale di HD 93129, con una massa che va da 87 a 118 volte quella solare, a seconda degli studi presi in considerazione.
Si tratta di una stella blu di sequenza principale di tipo spettrale O3,5V, con una temperatura effettiva attorno ai 45.000 K, il suo raggio è dalle 16 alle 20 volte il raggio solare e la sua luminosità 1 milione di volte superiore.
Si pensa che non abbia ancora abbandonato la sequenza principale, ma che stia fondendo l'idrogeno in elio all'interno del suo nucleo. Perde massa ad un ritmo elevato come avviene solitamente nelle stelle supermassicce. 
HD 93250 è probabilmente, come altre giovani e massicce stelle della nebulosa della Carena, una stella binaria dove la collisione dei venti stellari con la compagna provoca una evidente emissione di raggi X.